# Mendélévium
Le mendélévium est l'élément chimique de numéro atomique 101, de symbole Md (anciennement Mv jusqu'en 1957). Il ne possède aucun isotope stable : l'isotope le plus stable, 258Md, a une demi-vie de 55 jours. Cet élément n'a aucune application biologique et comporterait bien entendu un risque radiologique s'il était produit en grande quantité.
Le mendélévium a été identifié par Albert Ghiorso, Bernard Harvey (de), Gregory Choppin (en), Stanley Thompson (en) et Glenn Seaborg en 1955. Cet élément hautement radioactif se forme par bombardement de l'einsteinium par des noyaux d'hélium 4.
Le mendélévium a été dénommé en l'honneur de Dmitri Mendeleïev, père du tableau périodique.

## Découverte

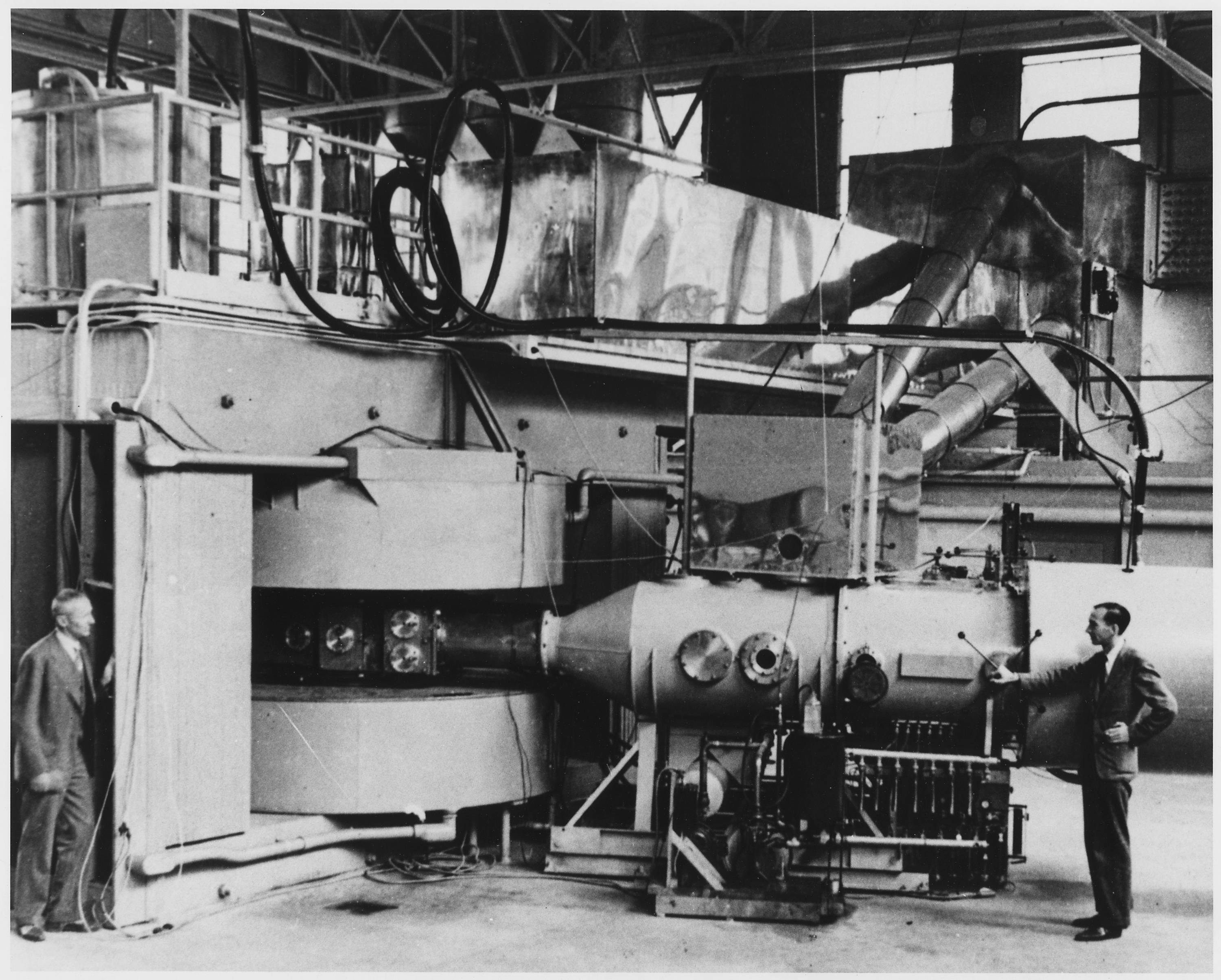
Le cyclotron de 60 pouces au Laboratoire national Lawrence-Berkeley, Berkeley, en août 1939

Le mendélévium a été le neuvième élément transuranien à être synthétisé. Il a d'abord été synthétisé par Albert Ghiorso, Bernard G. Harvey (de), Gregory R.Choppin (en), Stanley G. Thompson (en) et Glenn T. Seaborg en 1955 à l'université de Californie à Berkeley. Les chercheurs ont produit l'isotope 256Md (période radioactive d'environ 77 minutes) par bombardement d'une cible d'253Es par des particules alpha (4He2+) dans le cyclotron de 60 pouces du Berkeley Radiation Laboratory. 256Md devient ainsi le premier isotope de tous les éléments à être synthétisés un atome à la fois. Au total, 70 atomes de mendélévium ont été produits. Cette découverte s'inscrit dans un programme, commencé en 1952, d'irradiation du plutonium avec des neutrons pour le transformer en actinides plus lourds. Cette méthode était essentielle étant donné que la capture neutronique, utilisée précédemment pour la synthèse de transuraniens, est inefficace à cause de l'absence de désintégrations bêta parmi les isotopes du fermium qui devraient donner le prochain élément, le mendélévium, et aussi à cause de la courte période radioactive de 258Fm qui constitue ainsi un obstacle au succès de la capture neutronique.
Pour vérifier si la production de mendélévium était possible, le groupe a calculé que le nombre d'atomes produits devrait approximativement être égal au produit du nombre d'atomes de la cible, de la section efficace de la cible, de l'intensité du faisceau d'ions et de la durée de bombardement ; ce dernier facteur étant lié à la période radioactive du produit. En considérant les différents paramètres, environ un atome devrait être produit par expérience. Ainsi, avec des conditions optimales, la synthèse de seulement un atome de l'élément 101 par expérience était attendue. Ce calcul montra que la synthèse du mendélévium était réalisable, lançant les expériences. La cible d'einsteinium 253, pouvait être produit facilement par irradiation de plutonium : une année d'irradiation devait donner un milliard d'atomes et sa période radioactive de trois semaines impliquait que les expériences de synthèse pouvaient être conduites une semaine après la séparation et la purification de l'einsteinium produit pour en faire une cible. Cependant, il était nécessaire d'améliorer le cyclotron pour obtenir l'intensité suffisante de l'ordre de 1014 particules alpha par seconde.
Choppin suggéra d'utiliser l'acide α-hydroxyisobutyrique pour séparer les atomes de mendélévium de ceux des actinides plus légers également produits lors de la synthèse. La méthode de synthèse elle-même a fait appel à une technique utilisant le recul des atomes de mendélévium produits, introduite par Albert Ghiorso. Pour cette technique, l'einsteinium est placé du côté opposé de la partie de la cible qui fait face au faisceau de particules alpha, permettant le recul des atomes de mendélévium qui devaient posséder suffisamment de quantité de mouvement pour quitter la cible et être retenus sur une feuille d'or. Cette technique donne un très bon rendement, rendu nécessaire par la faible quantité d'einsteinium de la cible. La cible se compose ainsi d'environ 109 atomes d'253Es déposés par électroplacage sur une fine feuille d'or. Elle a été bombardée par des particules alpha de 41 MeV au cyclotron de Berkeley avec une forte intensité de 6×1013 particules par seconde sur une surface de 0,05 cm2. La cible était refroidie par de l'eau ou de l'hélium liquide et la feuille pouvait être remplacée,.
Les premières expériences ont été menées en septembre 1954. Aucune désintégration alpha d'un atome de mendélévium n'a été observée. En conséquence, Ghiorso suggéra que le mendélévium produit s'est entièrement désintégré par capture électronique en fermium et que la synthèse devrait être répétée en cherchant cette fois-ci des événements de fission spontanée. La synthèse est relancée en février 1955.
Le jour de la découverte, le 19 février, l'irradiation alpha de la cible d'einsteinium s'étala sur trois sessions de trois heures. Le cyclotron était placé sur le campus de l'Université de Californie, éloigné du Radiation Laboratory. Face à cette situation, une procédure complexe a été mise en place. Ghiorso préleva les feuilles du dispositif récépteur (il y avait trois cibles et trois dispositifs récepteurs) du cyclotron et les confia à Harvey ; ce dernier utilisa de l'eau régale pour les dissoudre et les faire passer à travers une colonne de résine échangeuse d'anions pour séparer les éléments transuraniens de l'or et d'autres produits,. Les gouttes de solution résultantes introduites dans un tube à essais, Choppin et Ghiorso se dirigèrent aussi vite que possible au Radiation Laboratory. Une fois arrivés, Thompson et Choppin utilisèrent une colonne de résine échangeuse de cations et l'acide α-hydroxyisobutyrique. Les gouttes de solutions furent collectées sur des disques de platine et séchées sous des lampes chauffantes. Les trois disques sont supposés contenir respectivement du fermium, aucun nouvel élément et du mendélévium. Finalement, ces disques furent placés au sein d'un dispositif permettant l'enregistrement des événements de fission spontanée, révélant le nombre et le temps des désintégrations. Ainsi la détection n'était pas directe mais se basait sur l'observation d'événements de fission spontanée survenant chez l'isotope fils du mendélévium par capture électronique, 256Fm. Cinq événements de ce type ont été identifiés, quatre suffisant à prouver l'identification chimique de l'élément 101. Des analyses additionnelles et des expérimentations plus poussées montrèrent que l'isotope du mendélévium produit avait un nombre de masse de 256 et se désintégrait par capture électronique en fermium 256 avec une période radioactive d'environ 1,5 h.

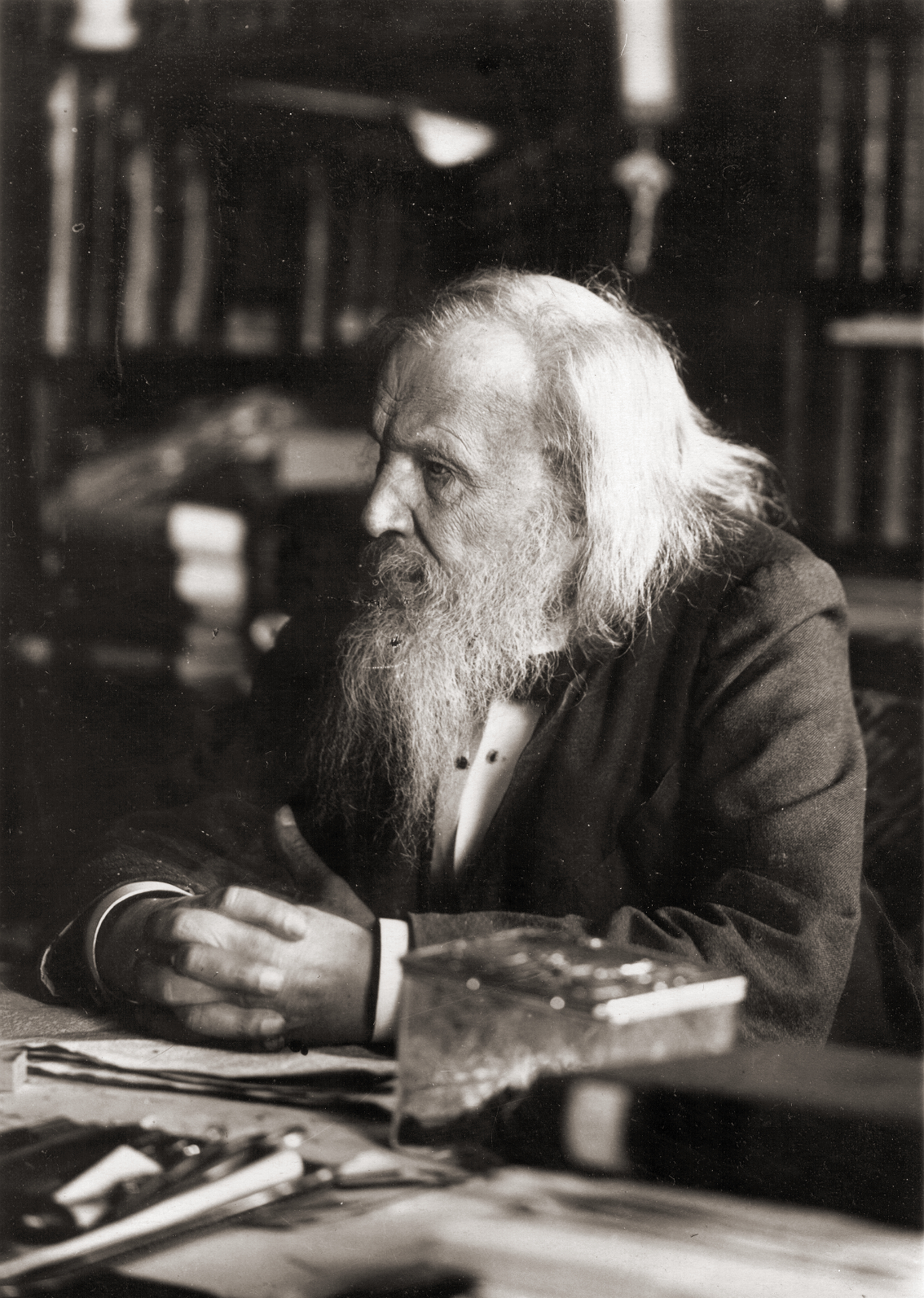
L'élément a été nommé d'après Dmitri Mendeleïev (photographie).

Les découvreurs ont décidé de nommer l'élément 101 « mendélévium » d'après le chimiste russe Dmitri Mendeleïev, pour sa contribution à la construction du tableau périodique. Cette découverte s'inscrivant dans un contexte de guerre froide, Seaborg dut convaincre le gouvernement des États-Unis pour que le nom proposé de l'élément 101 soit issu d'un chimiste russe. Le nom « mendélévium » a été accepté par l'Union internationale de chimie pure et appliquée (UICPA) en 1955 avec le symbole « Mv », qui a été changé en « Md » à l'assemblée générale suivante de l'UICPA (Paris, 1957).

## Synthèse et séparation
Les isotopes légers du mendélévium (245Md à 247Md) sont principalement produits par bombardement de cibles de 209Bi avec 40Ar, tandis que des isotopes légèrement plus lourds (248Md à 253Md) sont produits par bombardement de cibles de plutonium (239Pu et 240Pu) ou d'américium (241Am et 243Am) par du carbone (12C et 13C) ou de l'azote (14N et 15N). Les isotopes 254Md à 258Md sont produits par bombardement des isotopes de l'einsteinium 253Es, 254Es et 255Es avec des particules alpha. 259Md est synthétisé en tant que produit de désintégration de 259No et 260Md peut être produit par bombardement d'254Es avec 18O.
Bien que n'ayant pas la plus grande période radioactive parmi les isotopes du mendélévium, 256Md est l'isotope le plus communément utilisé pour des expériences chimiques par sa facilité de production : plus d'un million d'atomes par heure de cet isotope peuvent être produits par bombardement d'253Es par des particules alpha.
Le recul des atomes de mendélévium 256 peut être utilisé pour les éloigner de la cible d'einsteinium à partir de laquelle ils sont produits et les déposer sur une fine feuille de métal (notamment de béryllium, d'aluminium, de platine ou d'or) située juste derrière la cible. Cette technique élimine la nécessité d'une séparation chimique à partir de la cible, permettant la réutilisation de la cible d'einsteinium. Le mendélévium peut ensuite être séparé de la feuille et des produits de fission par dissolution de la feuille par de l'acide puis par coprécipitation du mendélévium avec le fluorure de lanthane et ensuite en utilisant une colonne de résine échangeuse de cations avec une solution aqueuse à 10% d'éthanol saturée en acide chlorhydrique, jouant le rôle d'un éluant. Cependant, si la feuille est faite d'or et suffisamment fine, il est plus simple de dissoudre l'or dans de l'eau régale avant séparation des actinides trivalents de l'or par chromatographie à échange d'anions, l'éluant étant l'acide chlorhydrique.
Les atomes de mendélévium produits peuvent être également directement ralentis dans un gaz (généralement de l'hélium) pompé vers l'extérieur de la chambre de réaction et ainsi être transportés (de longues distances requièrent un aérosol de chlorure de potassium dans le gaz de transport) à travers un tube capillaire pour ensuite être analysés,.

## Propriétés

### Propriétés physiques
La valeur du point de fusion du mendélévium est estimée à 827 °C, estimation identique à celle de l'élément voisin, le nobélium. Sa masse volumique est estimée à environ 10.3 ± 0.7 g·cm−3.

### Propriétés chimiques
Les principales données sur la chimie du mendélévium concernent l'élément en solution, où il peut prendre les degrés d'oxydation +3 ou +2. Le degré d'oxydation +1 a également été signalé, sans confirmation.
Avant la découverte du mendélévium, Seaborg et Katz ont prédit la prédominance de l'élément à l'état trivalent en solution aqueuse et qu'il devrait ainsi posséder des propriétés similaires aux autres lanthanides et actinides trivalents. Après la synthèse de l'élément en 1955, ces prédiction sont confirmées, dans un premier temps par l'observation de son élution juste après le fermium dans la procédure d'extraction des actinides trivalents lors de sa découverte, puis en 1967 lors de la coprécipitation de l'hydroxyde et du fluorure de mendélévium avec des sels de lanthanides trivalents.
Dans des conditions réductrices, le mendélévium(III) peut facilement être réduit en mendélévium(II), qui est stable en solution aqueuse. Le potentiel standard de réduction du couple E°(Md3+→Md2+) a été estimé en 1967 à −0,10 V ou −0,20 V. En 2013, cette valeur a été mesurée à −0,16 ± 0,05 V. Pour comparaison, E°(Md3+→Md0) devrait être égal à environ −1,74 V et E°(Md2+→Md0) à environ −2,5 V.
En 1973, des scientifiques russes ont annoncé la synthèse de mendélévium(I), par réduction de plus hauts degrés d'oxydation de l'élément par le samarium(II). Il a été identifié stable en solution neutre dans un mélange d'eau et d'éthanol et homologue au césium(I). Cependant, des expérimentations suivantes n'ont pas permis l'identification du mendélévium(I) et montré que le mendélévium réduit se comporte comme les éléments divalents et non comme les métaux alcalins monovalent. L'équipe russe a néanmoins mené des études approfondies sur la co-cristallisation du mendélévium avec des chlorures de métaux alcalins et conclut que le mendélévium(I) est alors formé et peut former des cristaux mixtes avec des éléments divalents, co-cristallisant ainsi avec eux. Ainsi, le statut du degré d'oxydation +1 n'est pas clairement défini.
Bien que E°(Md4+→Md3+) a été prédit en 1975 égal à environ +5,4 V, suggérant que le mendélévium(III) pouvait facilement être oxydé en mendélévium(IV), des expériences réalisées en 1967 avec le bismuthate de sodium comme agent oxydant n'ont pas permis l'oxydation du mendélévium(III) en mendélévium(IV).

## Isotopes
Seize radioisotopes du mendélévium ont été caractérisés, de 245Md à 260Md, ainsi que cinq isomères nucléaires.